# Joan II d'Armanyac
Joan II d'Armanyac, dit el Geperut (nascut cap a 1333 - mort el 26 de maig de 1384), fou comte d'Armanyac, Fesenzac, Rodés (1371-1384) i Charolès (1364-1384), vescomte de Lomanha i d'Auvillars. Fou fill de Joan I d'Armanyac i de Beatriu de Clermont.

## Biografia
Durant la vida del seu pare, va portar el títol de senyor, i després el de comte de Charollais (Charolès), que va rebre de la mare, i va administrar la Lomanha que se li havia donat en apanatge.
Des de 1351 va participar activament a les batalles de la guerra dels Cent Anys, lluitant sota l'ordre del seu pare (incloent-hi l'expedició de Provença el 1358, i a Castella el 1361), o del que era el seu senyor a les terres del Charolès, Felip duc de Borgonya, o del cunyat d'aquest, Joan, duc de Berry, o del rei mateix (a més va actuar com l'intermediari entre el rei i les Grans Companyies). Va preferir combatre les Grans Companyies abans que reunir un exèrcit nombrós al ue haurien delmat la pesta i la fam.
Com a senyor de Charolès, no estava obligat, al contrari que el seu pare, a retre un homenatge humiliant a aquells que havia combatut durant diversos anys, Edouard III, rei d'Anglaterra, i el seu fill, el Príncep Negre, príncep de Gal·les, segons les condicions del Tractat de Calais. Però fou el primer, i molt de temps l'únic, que va sostenir la crida del seu pare al rei Carles V de França contra les maquinacions del príncep de Gal·les allò que al final va comportar l'alliberament de Gascunya del domini anglès.
Al començament del seu govern li fou confiat el govern del Llenguadoc.
El 1379 va concloure amb Gastó Febus, comte de Foix i vescomte de Bearn, una pau consolidada pel matrimoni de la seva filla, Beatriu d'Armanyac, amb el fill de Gastó Febus. Així es va acabar una desgraciada querella que, durant 89 anys, havia oposat les dues famílies més poderoses del Migdia i havia comportat elles combats gairebé continus.
El 1380 va sostenir la insurrecció dels nobles del comtat de Comenge contra Joana, la seva comtessa, va entrar al Comenge, es va apoderar de Joana i la va portar al seu castell d'Auvillars, abans de tancar-la en el de Lectoure.
Barrejat amb les intrigues del seu cunyat, el duc de Berry, contra el seu germà, el totpoderós duc de Borgonya, Joan II fou convocat a la cort per defensar-se:
- d'haver volgut aliar-se amb Anglaterra;
- d'estar en connivència amb les Grans Companyies;
- d'haver temptat, de concert amb el comte de Foix, el repartiment del Languedoc.

Però el procés no es va arribar a obrir, ja que Joan II va morir abans d'arribar a París. Va expirar a Avinyó, el 1384.

## Matrimoni i fills
El 4 (o 21) de novembre de 1359 es va casar amb Joana de Périgord, filla de Roger Bernat, comte de Périgord, i d'Elionor de Vendôme. D'aquest matrimoni, van néixer:
- Joan III, (vers 1359 - 1391), comte d'Armanyac, Rodés, etc ;
- Bernat VII, (vers 1363 - 1418), comte del Charolais, després comte d'Armanyac, Rodés, etc., conestable de França;
- Beatriu, (vers 1365), casada el 1379 amb Gastó de Foix-Bearn († 1381 o 1382), i després, el 27 de gener de 1382 amb Carles de Visconti, senyor de Parma.

Joan II va tenir també diversos fills naturals:
- Joan, bastard d'Armanyac († 8 d'octubre de 1409), bisbe de Mende i arquebisbe d'Auch. L'antipapa Benet XIII d'Avinyó el va fer cardenal;
- Bertran, bastard d'Armanyac († 1403), capità del castell de Villiers a l'Armanyac;
- Guerau, bastard d'Armanyac (vers 1355), casat el 1377 a Marianne Vermani de Llombardia; capità de la companyia dels Lliris (lleó de gules barrat sobre escut d'argent).